# Lycaena subradiata
Lycaena subradiata är en fjärilsart som beskrevs av Tutt 1906. Lycaena subradiata ingår i släktet Lycaena och familjen juvelvingar. Inga underarter finns listade i Catalogue of Life.